# Мариб (мухафаза)
Мариб (араб. مأرب‎) — одна из 21 мухафазы Йемена.

## География
Расположена в центральной части страны, граничит с мухафазами: Хадрамаут (на востоке), Шабва (на юго-востоке), Эль-Бейда (на юге), Сана (на западе) и Эль-Джауф (на севере).
Площадь составляет 20 043 км². Административный центр — город Мариб.

## Население
По данным на 2013 год численность населения составляет 297 871 человек.
Динамика численности населения мухафазы по годам:
| 1988   | 1994    | 2004    | 2013    |
| ------ | ------- | ------- | ------- |
| 95 300 | 181 740 | 241 690 | 297 871 |